# Doris Götzenbrucker
Doris Götzenbrucker (11 luglio 1975) è un'ex sciatrice alpina austriaca.

## Biografia
Originaria di Eisenerz, la Götzenbrucker esordì in Coppa del Mondo il 18 gennaio 1998 ad Altenmarkt-Zauchensee in discesa libera (37ª); in Coppa Europa conquistò l'ultima vittoria l'8 gennaio 1999 a Megève in supergigante e l'ultimo podio il 13 gennaio successivo a Veysonnaz in discesa libera (2ª). In Coppa del Mondo ottenne il miglior piazzamento il 27 febbraio 2000 a Innsbruck in supergigante (16ª), alla sua ultima gara nel massimo circuito internazionale; si ritirò al termine della stagione 2000-2001 e la sua ultima gara fu lo slalom gigante dei Campionati austriaci 2001, disputato il 5 aprile a Damüls e chiuso dalla Götzenbrucker al 30º posto. In carriera non prese parte a rassegne olimpiche o iridate.

## Palmarès

### Coppa del Mondo
- Miglior piazzamento in classifica generale: 91ª nel 2000

### Coppa Europa
- 2 podi (dati dalla stagione 1994-1995):
  - 1 vittoria
  - 1 secondo posto

#### Coppa Europa - vittorie
| Data           | Località | Paese   | Specialità |
| -------------- | -------- | ------- | ---------- |
| 8 gennaio 1999 | Megève   | Francia | SG         |

Legenda:

SG = supergigante

### Campionati austriaci
- 3 medaglie:
  - 1 argento (supergigante nel 1999)
  - 2 bronzi (discesa libera nel 1995; discesa libera nel 2001)